# Кашкы
Кашкы (устар. Каш-Кы) — река в России, протекает по территории Ямало-Ненецкого автономного округа. Устье реки находится в 72 км по правому берегу реки Худосей. Длина реки составляет 114 км.

## Притоки
- 43 км: река без названия
- 61 км: Правая Кашкы
- 76 км: Малая Кашкы
- 78 км: река без названия
- 88 км: Средний

## Данные водного реестра
По данным государственного водного реестра России относится к Нижнеобскому бассейновому округу, водохозяйственный участок реки — Таз, речной подбассейн реки — подбассейн отсутствует. Речной бассейн реки — Таз.
Код объекта в государственном водном реестре — 15050000112115300069206.